# 雑仕
雑仕（ぞうし）とは内裏や院・女院・公卿の家に仕える女性の召使いのこと指す。雑仕女（ぞうしめ）とも言う。
身分の高いほうから並べると女官―女孺―雑仕の順となる。通常は無位であり、皇族に直接お目見えすることの許されない身分である。
五節舞や女御の入内などの臨時の儀式に参列を許された雑仕を特に上雑仕と称した。
『枕草子』（262段）には実家に戻っていた清少納言の下に中宮藤原定子の使者として台盤所の雑仕が派遣されたことが記されている。
行啓の際には馬に乗ってお供をするのが通例であったことが『今鏡』（宇ぢのかはせに）に記されている。
貴族の妾となる者もおり、九条院の雑仕であった常盤が源義朝に寵愛されて牛若丸らを生んだ『平治物語』のエピソードは知られている。